# Charles Bacon
Charles Joseph Bacon, Jr. (Brooklyn, 9 januari 1885 – Fort Lauderdale, 15 november 1968) was een Amerikaanse atleet. Hij was olympisch kampioen op de 400 m horden en had van 1908 tot 1920 het wereldrecord in handen.

## Loopbaan
Op de Olympische Spelen van 1904 in St. Louis werd Charles Bacon negende op de 1500 m. Op de Tussenliggende Spelen van 1906 in Athene behaalde hij een vijfde plaats op de 400 m en een zesde plaats op de 800 m.
Het hoogtepunt van zijn sportcarrière beleefde Charles Bacon in 1908. Anderhalve maand voor de Spelen van Londen liep hij in Philadelphia een nieuw officieus wereldrecord van 55,8 s op de 400 m horden. Op de Spelen in Londen kwam hij met zijn landgenoot Harry Hillman tegelijkertijd over de laatste horden. Op het laatste rechte eind maakte Bacon het verschil en verbeterde het wereldrecord naar 55,0. Zijn landgenoot finishte in 55,3. Tijdens deze race verliet Bacon kortstondig zijn baan en sprong over de verkeerde horde. Hij werd echter niet gediskwalificeerd. Na onderzoek van de jury was namelijk gebleken, dat Bacon daardoor alleen maar een grotere afstand had moeten afleggen. Het record werd erkend door de IAAF en hiermee was Bacon de eerste wereldrecordhouder op de 400 m horden. Harry Hillman liep op de Spelen van 1904 weliswaar een snellere tijd van 53,0, maar omdat de horden toen slechts 76 cm waren ten opzichte van de gangbare 91 cm in 1908, gold deze prestatie niet als wereldrecord.
Het duurde tot 1920 tot zijn wereldrecord door de Amerikaan Frank Loomis verbeterd werd.

## Titels
- Olympisch kampioen 400 m horden - 1908

## Persoonlijke records
| Onderdeel    | Prestatie      | Datum        | Plaats |
| ------------ | -------------- | ------------ | ------ |
| 400 m horden | 55,0 s (ex-WR) | 22 juli 1908 | Londen |
| hoogspringen | 1,75 m         | 1908         |        |

## Palmares

### 400 m
- 1906: 5e Tussenliggende Spelen - g.t.

### 800 m
- 1906: 6e Tussenliggende Spelen - g.t.

### 1500 m
- 1904: 9e OS - g.t.

### 400 m horden
- 1908:  OS - 55,0 s

1900: John Tewksbury ·
1904: Harry Hillman ·
1908: Charles Bacon ·
1920: Frank Loomis ·
1924: Morgan Taylor ·
1928: David Burghley ·
1932: Bob Tisdall ·
1936: Glenn Hardin ·
1948: Roy Cochran ·
1952: Charles Moore ·
1956: Glenn Davis ·
1960: Glenn Davis ·
1964: Rex Cawley ·
1968: David Hemery ·
1972: John Akii-Bua ·
1976: Edwin Moses ·
1980: Volker Beck ·
1984: Edwin Moses ·
1988: André Phillips ·
1992: Kevin Young ·
1996: Derrick Adkins ·
2000: Angelo Taylor ·
2004: Félix Sánchez ·
2008: Angelo Taylor ·
2012: Félix Sánchez ·
2016: Kerron Clement ·
2020: Karsten Warholm ·
2024: Rai Benjamin